# Family Fugue
Family Fugue ist ein Jazzalbum von Bucky Pizzarelli und John Pizzarelli. Die 2010 entstandenen Aufnahmen erschienen am 1. April 2011 auf Arbors Records.

## Hintergrund
Vater und Sohn Pizzarelli haben im Laufe der Jahre häufig zusammengearbeitet, was nicht verwunderlich sei, schrieb Ken Dryden, da Patriarch Bucky seinem Sohn John das Gitarrenspielen beibrachte und ihm bei seinen ersten professionellen Auftritten half, als er seinem Vater folgte, um als professioneller Musiker zu arbeiten. Bucky und John legten zusammen seit 1980 zahlreiche Alben vor. Die meisten Titel, die bei den Aufnahmesessions zu Family Fugue entstanden, stammten von zwei Studio-Sessions im Herbst 2010, bei denen beide Musiker E-Gitarre mit sieben Saiten spielten. Der Pianist Larry Fuller, der Bassist Martin Pizzarelli und der Schlagzeuger Tony Tedesco – zu dieser Zeit alle Mitglieder von John Pizzarellis regulärer Band – werden für ein swingendes Drei-Lieder-Medley von Titeln hinzugezogen, die mit Benny Goodman verbunden sind und während eines Konzerts 2010 in Tanglewood gespielt wurden.

## Titelliste
- Bucky & John Pizzarelli – Family Fugue (Arbors Records ARCD 19436)[2]
  1. All the Things You Are (Oscar Hammerstein II, Jerome Kern) 5:37
  2. Without You (Tres Palabras) (Osvaldo Farrés) 4:55
  3. Body and Soul (Frank Eyton, Johnny Gren, Edward Heyman, Robert Sour) 6:09
  4. Sweet Georgia Brown (Ben Bernie, Kenneth Casey, Maceo Pinkard) 4:15
  5. It Could Happen to You (Johnny Burke, James Van Heusen) 5:06
  6. Stardust (Hoagy Carmichael, Mitchell Parish) 4:20
  7. Golden Earrings (Ray Evans, Jay Livingston, Victor Young) 4:24
  8. What’s New? (Johnny Burke, Bob Haggart) 6:38
  9. Cry Me a River / Girl Talk (Arthur Hamilton / Neal Hefti / Bobby Troup) 7:53
  10. On Green Dolphin Street (Bronislaw Kaper, Ned Washington) 3:15
  11. Put Your Dreams Away (Ruth Lowe, Paul Mann, Stephan Weiss) 1:04
  12. Benny Goodman Medley: Stompin’ at the Savoy/Memories of You/Sing, Sing, Sing (Eubie Blake / Benny Goodman / Louis Prima / Andy Razaf / Edgar Sampson / Chick Webb) 15:51

## Rezeption
Ken Dryden verlieh dem Album in Allmusic 4½ (von fünf) Sterne und lobte, es sei ein Vergnügen, die aufwändige Fuge zu hören, die die Gitarristen mit ihrer Interpretation von „All the Things You Are“ beginnen. Ihre schimmernde, luxuriös bewusste Version von „Stardust“ sei „eine für die Ewigkeit“. Ihre Lesart von „What’s New“ ist „lyrisch, ohne übermäßig sentimental zu sein. Die Musiker lassen jede ihrer Darbietungen mühelos klingen, egal wie oft sie sie gespielt haben. In der Familie Pizzarelli ist klar, dass der Apfel nicht weit vom Baum fällt und die Musik, die sie produzieren, garantiert lecker ist.“